# Бекеворт
Бекеворт (на нидерландски: Bekkevoort) е селище в Централна Белгия, окръг Льовен на провинция Фламандски Брабант. Намира се на 15 km източно от град Льовен. Населението му е около 5830 души (2006).